# József Dudás
József Dudás (ur. 22 września 1912, zm. 29 stycznia 1957) – węgierski działacz polityczny.
W czasie powstania węgierskiego w 1956 roku przywódca Węgierskiego Narodowego Frontu Niepodległości (z nieformalnym organem prasowym Magyar Szabadság – Węgierska Wolność), a następnie Węgierskiego Komitetu Narodowego, który ogłosił neutralność Węgier.
Aresztowany i stracony w 1957 roku po powrocie do władzy Janosa Kadara.

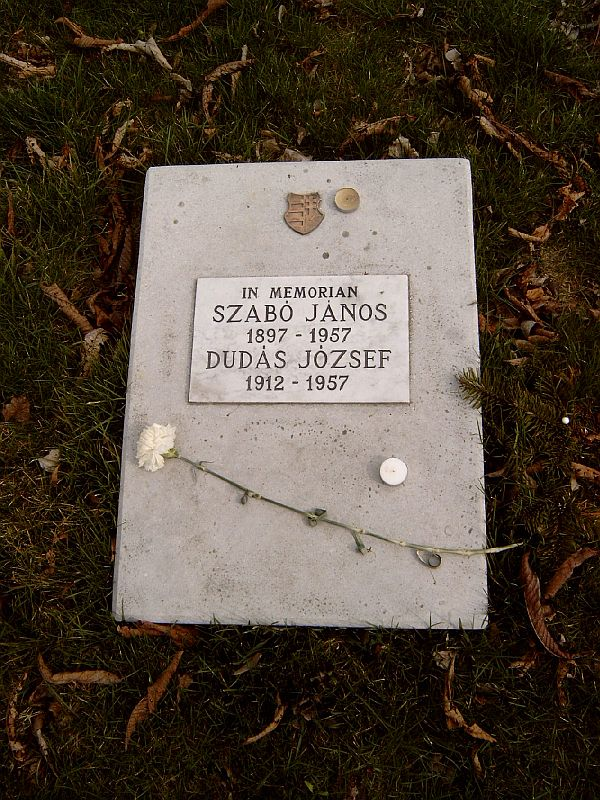
Płyta na grobie Józsefa Dudása i Janosza Szabo